# Mayran
Mayran é uma comuna francesa na região administrativa de Occitânia, no departamento de Aveyron. Estende-se por uma área de 15,36 km². Em 2010 a comuna tinha 651 habitantes (densidade: 42,4 hab./km²).